# Kawasaki P-1
Kawasaki P-1 – japoński morski samolot patrolowy, przeznaczony do wykrywania i zwalczania okrętów podwodnych i nawodnych, wybudowany przez Kawasaki Heavy Industries, mający zastąpić używany przez Japońskie Morskie Siły Samoobrony samolot Lockheed P-3 Orion.

## Historia

### Geneza
Japońskie Morskie Siły Samoobrony (Kaijō-jieitai) i ich lotniczy komponent (Kōkū-shūdan) odpowiedzialne są za ochronę i monitorowanie jednej z największych na świecie morskiej strefy ekonomicznej, liczącej 4,47 mln km². Japonia zaangażowana jest również w nierozwiązane spory terytorialne ze swoimi sąsiadami. Z Koreą Południową o wyspy Dokdo, Rosją o Sachalin i Kuryle oraz Chinami i Tajwanem o Wyspy Senkaku. Otaczające Japonię morskie akweny patrolowane są również w celu wykrywania, śledzenia i potencjalnie zniszczenia obecnych tam nawodnych i podwodnych okrętów wojennych. Wymienione zadania realizuje flota samolotów Lockheed P-3 Orion, produkowanych na licencji przez zakłady Kawasaki. Maszyny rozpoczęto wprowadzać na uzbrojenie w 1981 roku, zastępując nimi wcześniejsze Kawasaki P-2J (licencyjną wersję samolotu Lockheed P-2 Neptune). Intensywna eksploatacja oraz nowe, stale wzrastające wymagania, jakie stawiane są przed samolotami zaangażowanymi w zadania patrolowe, wykrywania i śledzenia, zmusiły Japonię do rozpoczęcia poszukiwań maszyn zdolnych sprostać nowym wyzwaniom.

### Projekt

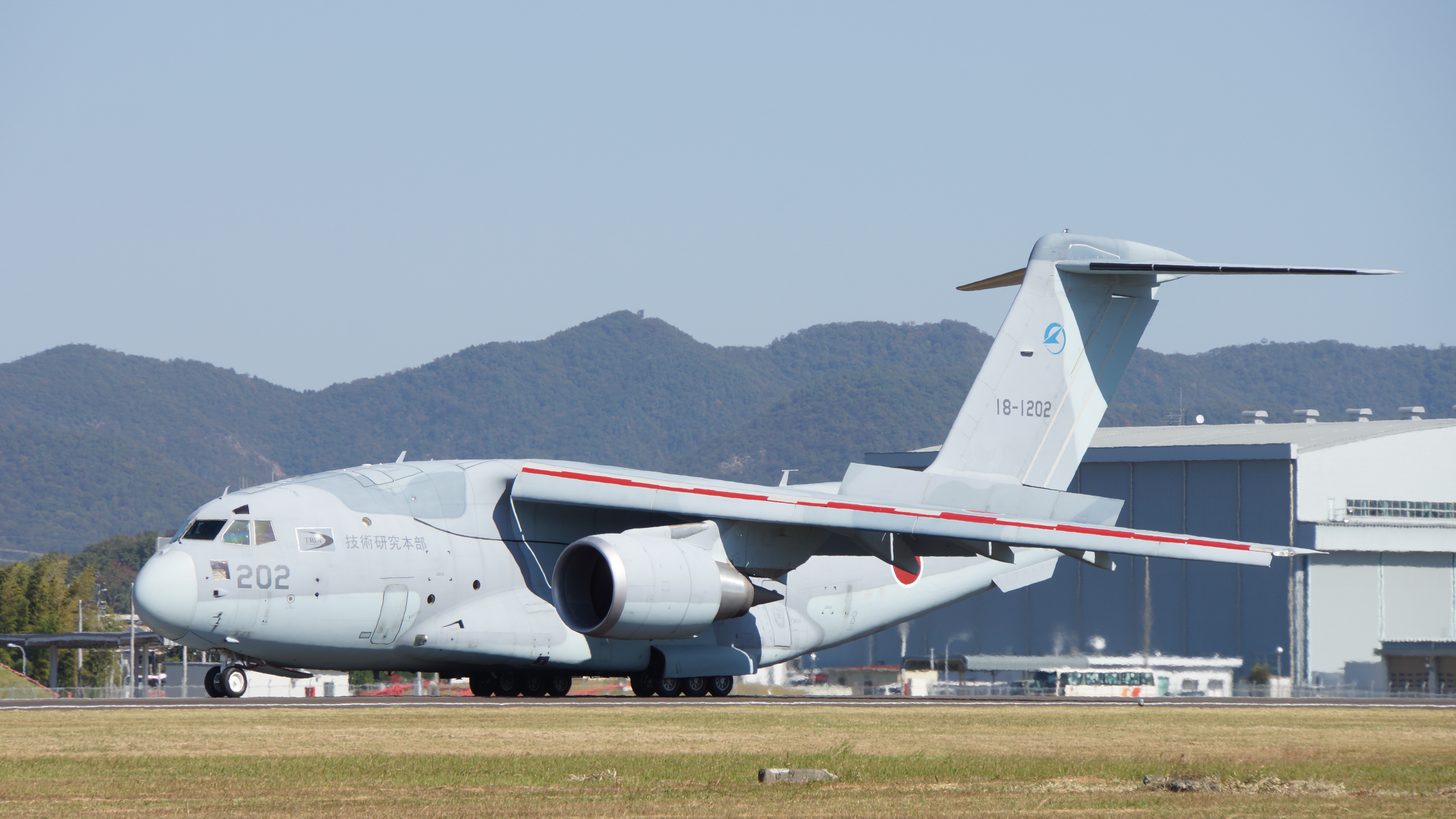
Prototypowy Kawasaki XC-2, drugi z realizowanych przez Kawasaki projektów

W 2000 roku japońska Agencja Obrony (a od 9 stycznia 2007 roku Ministerstwo Obrony – Bōei-shō) ogłosiła plan budowy dwóch nowych typów samolotów. Pierwszym z nich miała być nowa maszyna transportowa, której program budowy oznaczono jako C-X (Cargo - Experimental lub jiki yusōki), znany również jako Duży Taktyczny Samolot Transportowy (ōgata senjutsu yusōki). Samolot miał w przyszłości zastąpić używane Lockheed C-130 Hercules i rodzimej konstrukcji Kawasaki C-1 oraz program P-X (jiki kotei yoku shōkaiki - next fixed-wing anti-submarine patrol aircraft), którego celem było zaprojektowanie i wybudowanie nowego, morskiego samolotu patrolowego mającego zastąpić w linii maszyny P-3 Orion. Obydwa programy były bardzo ambitne, gdyż Japonia zdecydowała się na samodzielną budowę i wyposażenie całkowicie nowych dwóch typów maszyn; w zakres prac wchodziło również zaprojektowanie i wybudowanie własnymi siłami nowych silników. W odróżnieniu od ówcześnie powstających maszyn przeznaczonych do monitorowania mórz i oceanów, będących konstrukcjami opartymi na już istniejących cywilnych płatowcach, w ramach programu P-X miał powstać całkowicie nowy samolot. W celu zmniejszenia kosztów całego przedsięwzięcia, zakładano daleko idącą unifikację części, elementów konstrukcji i podzespołów wykorzystanych w obydwu typach samolotów. Wraz z zapewnieniem finansowania, obydwa programy rozpoczęto w 2001 roku. Nadzór nad realizacją programu powierzono Instytutowi Badań i Rozwoju Techniki (Gijutsu Kenkyū Honbu, Technical Research and Development Institute – TRDI). 25 maja 2001 roku Agencja Obrony ogłosiła rozpoczęcie procesu, który miał doprowadzić do wyłonienia głównego wykonawcy nowego samolotu. Zainteresowane wzięciem udziału wytwórnie lotnicze miały przedstawić swoje oferty do dnia 31 lipca 2001 roku. Wśród potencjalnych wykonawców znalazły się Kawasaki Heavy Industries, Fuji Heavy Industries, IHI Corporation, Mitsubishi Heavy Industries, NIPPI Corporation, ShinMaywa i Showa Aircraft Industry. 26 listopada 2001 roku zwycięzcą konkursu i wykonawcą obydwu projektów została firma Kawasaki Heavy Industries. W 2002 roku ruszyły prace projektowe. Kawasaki powołała do życia zespół konstruktorów Ōgataki Sekkei Chīmu (Zespół Projektowy Wielkich Samolotów lub MPA nad C-X Engineering Team)). Na jego czele stanął główny konstruktor wytwórni, Masayuki Kubo. Wstępny projekt P-X i C-X został zaakceptowany do dalszej realizacji przez TRDI 12 czerwca 2003 roku. Obie maszyny mają wspólne zewnętrzne części skrzydeł, statecznik poziomy, okna kabiny pilotów oraz część systemów i układów pokładowych – komputer sterowania lotem, system nawigacji bezwładnościowej, pomocniczą jednostkę napędową, system wysuwania i chowania podwozia. Oprzyrządowanie do produkcji obu samolotów jest wspólne w 75%. Efektem prac przy programie C-X został samolot Kawasaki C-2. Jeszcze w tym samym roku ruszyły prace przy budowie prototypu 01 przeznaczonego do prób statycznych, a rok później pierwszego latającego prototypu. 2 grudnia 2004 roku TRDI wraz z przedstawicielami Agencji Obrony oraz Lotniczych Sił Samoobrony dokonała inspekcji makiet naturalnej wielkości obydwu samolotów. Tymczasem nad projektem P-X zawisły czarne chmury. Japoński resort obrony rozważał rezygnację z części dedykowanej morskiej maszynie patrolowej na rzecz kupna amerykańskich samolotów Boeing P-8 Poseidon. 2 października 2004 roku poinformowano o rezygnacji z planów zakupu maszyny Boeinga na rzecz kontynuacji projektu P-X. W 2005 roku rozpoczęto budowę maszyny oznaczonej numerem 02 przeznaczonej do przeprowadzenia prób zmęczeniowych oraz drugiego lotnego prototypu. 16 października 2006 roku upubliczniono informację o rozpoczęciu prób prototypu 01 w ośrodku doświadczalnym TRDI mieszczącym się w Tachikawa. W 2008 roku w ośrodku należącym do Japan Aerospace Exploration Agency rozpoczęto próby zmęczeniowe samolotu 02.

### Prototyp

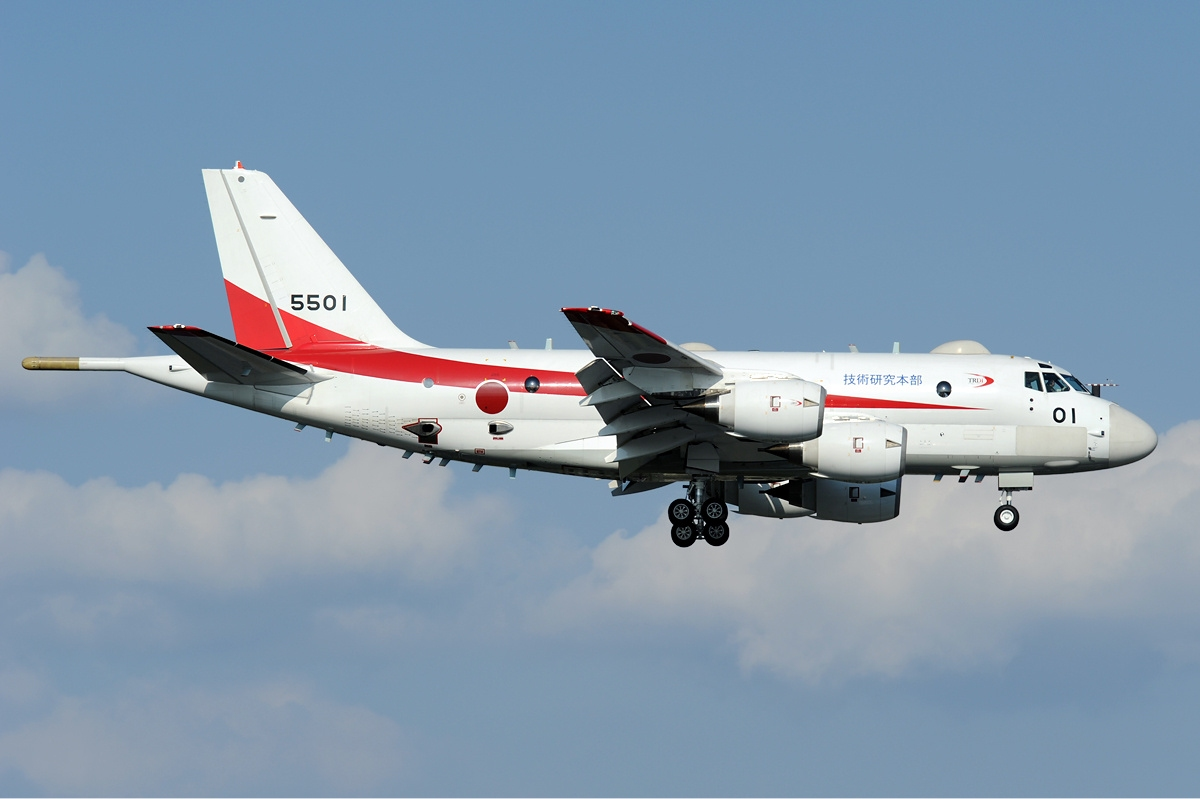
Prototypowy Kawasaki XP-1 o numerze 5501

Plany zakładały oblot prototypu w połowie sierpnia 2007 roku, jednak cały program napotkał opóźnienia. Najpierw 2 lutego 2007 roku producent poinformował o konieczności wymiany wszystkich nitów w konstrukcji samolotu w obydwu prototypach. Miały one zdaniem producenta zbyt niską wytrzymałość. Po przeprowadzeniu prób statycznych maszyny 01 doszło do deformacji pokrycia usterzenia poziomego i fragmentów kadłuba, w efekcie musiano wzmocnić całą konstrukcję. 2 sierpnia 2011 roku, poddając egzemplarz 02 naziemnym próbom ciśnieniowym polegającym na cyklicznym zwiększaniu i zmniejszaniu ciśnienia w hermetycznej kabinie płatowca, wykryto pęknięcia w poszyciu samolotu. W konsekwencji całą konstrukcję poddano dalszym modyfikacjom mającym na celu jej wzmocnienie. 4 marca 2007 roku w Gifu uroczyście dokonano ceremonii roll out obydwu prototypów: samolotu patrolowego, oznaczonego już jako XP-1 i maszyny transportowej, XC-2. Po przeprowadzeniu naziemnych prób silników i prób kołowania, 28 września 2007 roku dokonano oblotu prototypu o numerze ewidencyjnym 5501. Tym samym, po raz pierwszy od czasów francuskiej konstrukcji Breguet Atlantic, w powietrze wzniósł się morski samolot patrolowy, nie będący specjalnie do tego celu przystosowaną, istniejącą już konstrukcją, ale zaprojektowanym i wybudowanym od początku do końca nowym samolotem. Za sterami maszyny siedzieli piloci doświadczalni firmy Kawasaki Akihiro Sekido i Yoshinao Baba. 17 października tego samego roku samolot wzbił się ponownie w powietrze, 24 października trzeci raz i 19 listopada 2007 roku czwarty. Po dokonaniu analiz zebranego podczas lotów materiałów loty testowe wznowiono 13 lutego 2008 roku. Drugi prototyp o numerze ewidencyjnym 5502 oblatano 19 czerwca 2008 roku. 29 sierpnia 2008 roku pierwsza prototypowa maszyna została przekazana Ministerstwu Obrony i kilka dni później, 5 września przyleciała do bazy Atsugi w celu przeprowadzenia prób wojskowych. Miesiąc później, 6 listopada do Atsugi przyleciał drugi samolot prototypowy. W czasie trwania prób wojskowych obydwie maszyny weszły w skład 51. Lotniczego Dywizjonu Doświadczalnego (Dai-51 Kōkūtai), będącego jednostką testową. 8 sierpnia 2011 roku producent poinformował o pojawieniu się pęknięć w strukturze obydwu samolotów przeznaczonych do prób zmęczeniowych. Nie wykryto jednak takich zmian w lotnych prototypach. Formalnie próby wojskowe zakończono 12 marca 2013 roku, a tym samym samolot uzyskał wstępną gotowość operacyjną.

### Produkcja seryjna

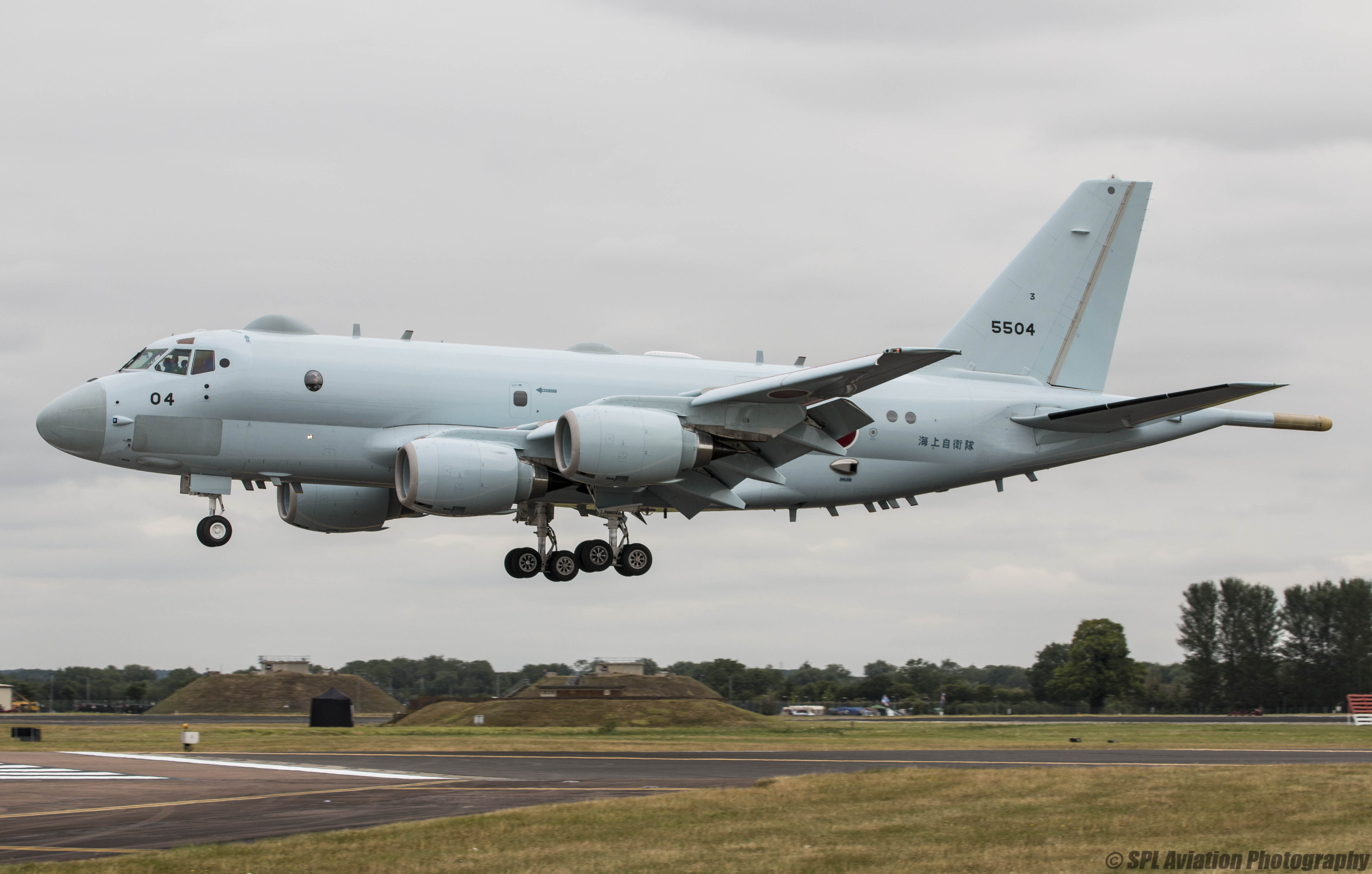
Kawasaki XP-1 o numerze 5504 na Royal International Air Tattoo w 2015 roku

25 września 2011 roku w powietrze po raz pierwszy wzbił się pierwszy egzemplarz seryjny samolotu P-1 z numerem ewidencyjnym 5503. 29 listopada tego samego roku dokonano oblotu drugiej seryjnej maszyny o numerze seryjnym 5504. 26 marca 2013 roku obie maszyny zostały uroczyście przekazane Japońskim Morskim Siłom Samoobrony. 29 marca samoloty trafiły do bazy w Atsugi, gdzie dołączyły do prowadzonych tam prób wojskowych. 28 kwietnia 2013 roku samolot został po raz pierwszy zaprezentowany publicznie.

### Służba
Pierwszą jednostką nie testową, do jakiej trafiły samoloty P-1, był 3 Dywizjon Lotnictwa Morskiego (Dai-3 Kōkūtai) wchodzący w skład 4. Skrzydła Lotnictwa Morskiego (Dai-4 Kōkūgun), również na co dzień stacjonującego w bazie Atsugi. Maszyny weszły do służby wiosną 2015 roku. W lutym 2015 roku maszyny zostały przebazowane na Hawaje do Marine Corps Air Station Kaneohe Bay celem odbycia próbnych odpaleń pocisków Harpoon. W tym samym roku P-1 zadebiutował publicznie poza granicami kraju na Royal International Air Tattoo. Zaprezentowano dwa samoloty o numerach ewidencyjnych 5504 i 5507, jeden z nich brał udział w pokazach w locie, a drugi zaprezentowany został na wystawie statycznej. Udział japońskich samolotów nie był przypadkowy. Japonia zdając sobie sprawę z brytyjskich problemów związanych z kontrolą akwenów morskich, przy braku dedykowanych temu samolotów i zwiększonej aktywności rosyjskiej floty, szuka nowych rynków zbytu dla swojego produktu. 7 stycznia 2015 roku, brytyjska prasa poinformowała, iż istotnie Japonia zaoferowała swój samolot Wielkiej Brytanii. Niestety dla Japończyków, nowym samolotem, który wejdzie do służby w Royal Air Force będzie amerykański konkurent, Boeing P-8 Poseidon. Docelowo planowane jest pozyskanie 70 samolotów P-1. Wejście P-1 do służby może potencjalnie przysłużyć się sprzedaży innych typów maszyn, oferowanych przez Japonię. Rozmowy o pozyskaniu samolotów P-3 Orion, sukcesywnie zastępowanych w linii przez P-1 prowadziły Filipiny, które wzmacniają swoje lotnictwo morskie, w odpowiedzi na konsekwentną rozbudowę chińskich sił zbrojnych. Swoje zainteresowanie japońskim samolotem wyrażała również Nowa Zelandia w celu zastąpienia swoich sześciu maszyn P-3K2. Jednak w ostateczności zdecydowała się na amerykańskiego Poseidona oraz Tajlandia. W 2017 roku samolot został zaprezentowany we Francji na odbywającym się w dniach 19 - 25 czerwca Międzynarodowym Salonie Lotniczym w Paryżu a rok później na Internationale Luft- und Raumfahrtausstellung Berlin. Obecność w Berlinie nie była przypadkowa. Osiem niemieckich a pozyskanych z Holandii samolotów P-3C Orion powoli zbliża się do kresu swojej służby, który wstępnie planowany jest na 2035 rok. Niemcy będą zmuszone zastąpić przynajmniej część swoich samolotów nowymi maszynami. Tymczasem, 18 maja 2016 roku, kontrakt na modernizację ośmiu niemieckich Orionów, w ramach programu Foreign Military Sales, wygrał US Naval Air Warfare Center Aircraft Division. Tu swoją szansę widzi japoński przemysł, który może zaoferować swój najnowszy produkt. Z drugiej strony, sukcesy Boeinga, jakim były zakup samolotów Boeing P-8 Poseidon przez Norwegię i Wielką Brytanię, znacząco zmniejsza szanse Japończyków.
Wśrod potencjalnych klientów zagranicznych wymieniane są Włochy, które po wycofaniu ze służby Breguet Atlantic, zastąpiły je samolotami P-72A. Są to maszyny konstrukcyjnie oparte o pasażerskie ATR 72, nie dysponują jednak zdolnościami zwalczania nieprzyjacielskich okrętów podwodnych. Ich pozyskanie traktowane jest przez Aeronautica Militare jako rozwiązanie tymczasowe, przed pozyskaniem docelowego morskiego samolotu patrolowego, dysponującego zdolnością do realizacj szerokiego spektrum misji. Wśród potencjalnych samolotów rozważany jest zakup japońskiego P-1.

## Konstrukcja
Kawasaki P-1 jest wolnonośnym dolnopłatem z klasycznym usterzeniem. Stateczniki poziome mają regulowany kąt zaklinowania. Załogę samolotu stanowi maksymalnie trzynaście osób: dwóch pilotów, inżynier pokładowy i do dziesięciu osób personelu zadaniowego. Kabina pilotów i inżyniera pokładowego wyposażona jest w sześć dużych, kolorowych wyświetlaczy oraz podwieszonych wyświetlaczy przeziernych – HUD (Head-Up Display). Z uwagi na dużą długotrwałość lotu, samolot wyposażony jest w przedział wypoczynkowy i toaletę. Maszyna wyposażona jest w światłowodowy system sterowania (Fly-by-light), będący zdecydowanie bardziej odporny na potencjalne zakłócenia elektromagnetyczne, jakie mogą być generowane przez systemy samolotu niż system Fly-by-wire. Maszyna ma półskorupową, metalową konstrukcję, tym niemniej niektóre elementy płatowca wykonano z kompozytów węglowych. Skrzydła samolotu mają bogatą mechanizację. Na krawędzi spływu znajdują się lotki i dwusegmentowe, wysuwane klapy szczelinowe. Na krawędzi natarcia skrzydeł umieszczono pięciosegmentowe skrzela. Na górnych powierzchniach skrzydeł znajdują się czterosegmentowe przerywacze (spoilery). Podwozie chowane, trójzespołowe z przednim podparciem.

## Wyposażenie

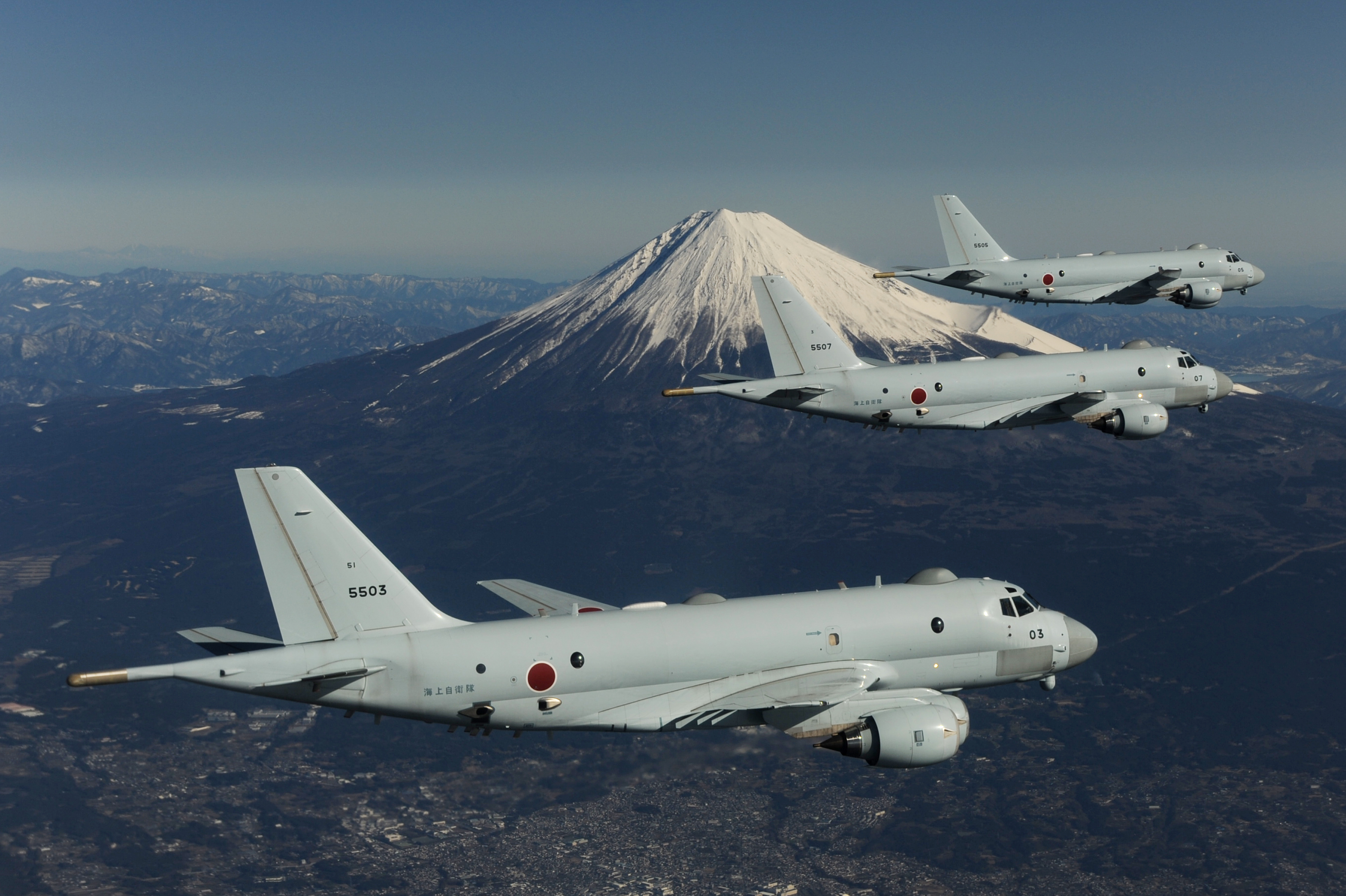
Formacja P-1 w efektownym ujęciu na tle góry Fudżi

Wybór odpowiedniego wyposażenia samolotu zakończono 28 września 2006 roku. Ważnym elementem decydującym o wyborze była kompatybilność zastosowanych w japońskim projekcie systemów samolotu z maszynami wykorzystywanymi przez amerykańską United States Navy. Konsultacje z Amerykanami prowadzone były pomiędzy marcem 2002 roku a marcem 2005 roku. Dzięki takiemu rozwiązaniu maszyny japońskie mogą bez problemu uczestniczyć we wspólnych akcjach ze swoimi amerykańskimi odpowiednikami. Do wykrywania, śledzenia i identyfikacji celów nawodnych oraz naziemnych służy stacja radiolokacyjna HPS-106 firmy Toshiba. Anteny radaru ze skanowaniem elektronicznym (Active Electronically Scanned Array – AESA) umieszczone są w dziobie samolotu i bokach przedniej części kadłuba oraz w tylnej jego części. Radar może pracować w dwóch trybach, z syntetyczną aperturą (Synthetic Aperture Radar – SAR) i odwróconą syntetyczną aperturą (Inverse Synthetic Aperture Radar – ISAR). Radiolokator pracuje w paśmie X, może wykrywać cele nieruchome, jak również szybko poruszając się. Używany może być również jako radar pogodowy i nawigacyjny. W „żądle” samolotu, wysuniętej części z tyłu kadłuba umieszczony jest detektor anomalii magnetycznych HSQ-102 firmy Mitsubishi Electric. Jest on licencyjną wersją kanadyjskiego detektora AN/ASQ-508(V) firmy CAE Inc. (znanej wcześniej jako Canadian Aviation Electronics). Kanadyjski producent o wyborze swojego produktu poinformował 18 lutego 2004 roku. Przed wnęką przedniego podwozia umieszczono chowaną w kadłubie, wysuwaną w razie potrzeby głowicę elektrooptyczną Fujitsu HAQ-2 z kamerą termowizyjną FLIR (Forward-Looking InfraRed). Za kabiną pilotów, na grzbiecie kadłuba znajduje się kroplowa osłona systemu wykrywania źródeł promieniowania elektromagnetycznego Mitsubishi Electric HLR-109B. Samolot ten wyposażony jest w system hydroakustyczny, w którego skład wchodzi przetwornik sygnałów z boi hydroakustycznych HQA-7 i nadajnik HSA-107 firmy NEC, odbiornik HRQ-1 Japan Radio Company oraz rejestrator Ikegami Tsushinki HQH-106. W wyrzutniku boi hydroakustycznych mieszczącym się za skrzydłami pod kadłubem znajduje się 30 sztuk boi, kolejne 70 do 96 zapasowych na pokładzie samolotu. Na grzbiecie kadłuba, w jego środkowej części znajduje się antena systemu łączności satelitarnej Mitsubishi Electric HRC-123. Dodatkowo w komunikacji wykorzystywane mogą być obecne na pokładzie radiostacje UHF/VHF Mitsubishi Electric HRC-124 i HF HRC-122 firmy Hitachi. Wyposażenie uzupełniają: radiowysokościomierz Japan Aviation Electronics Industry HPN-103, system transmisji danych Kawasaki HAS-108 kompatybilny z systemem Link 16, odbiornik systemu Global Positioning System Furuno HRN-121, system wspomagania lądowania w warunkach bez widoczności ziemi Toshiba HRN-122, system samoobrony Mitsubishi Electric HLQ-4 z czujnikami ostrzegającymi załogę o wykrytych źródłach promieniowania radiolokacyjnego i zbliżających się pociskach rakietowych oraz wyrzutniki termicznych i radiolokacyjnych nabojów zakłócających. Ponadto samolot posiada system zobrazowania sytuacji taktycznej i zarządzania walką Toshiba HYQ-3, system taktycznej radionawigacji TACAN (Tactical Air Navigation System) AN/ARN-154(V), system identyfikacji „swój – obcy” (Identification Friend or Foe) z transponderem Toyo Radio Systems HPX-106-1 lub AN/APX-118-N i interrogatorem HPX-105B, system TCAS firmy Itochu, radionamiernik UHF/VHF HRN-120 oraz system nawigacji bezwładnościowej Japan Aviation Electronics Industry.

## Napęd

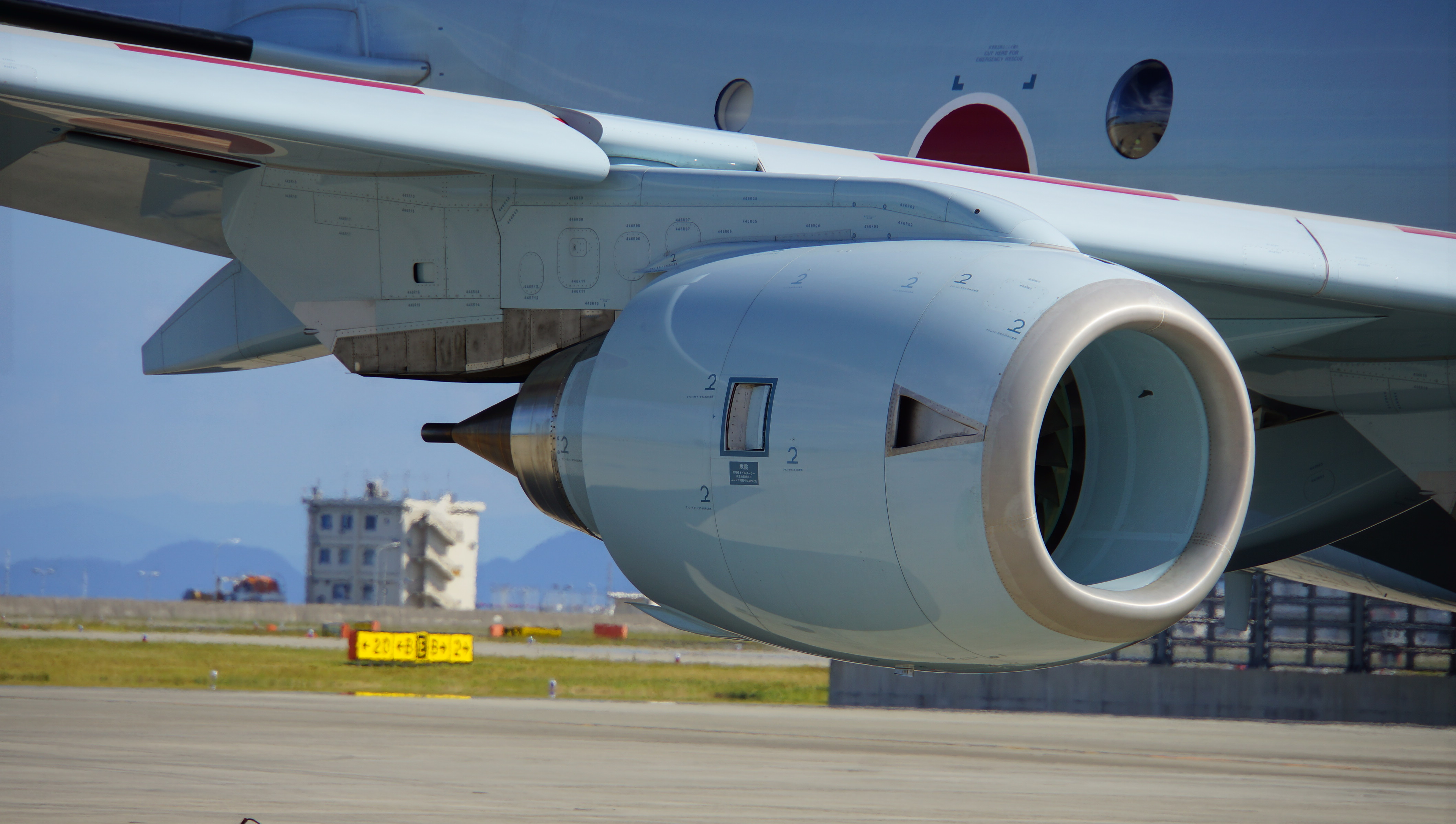
Jeden z czterech siników IHI F7-10

28 października 2004 roku japońska Agencja Obrony ogłosiła, że jednostką napędową nowego samolotu będzie silnik IHI F7-10 (oznaczony początkowo jako XF7-1) o ciągu 60 kN. F7-10 jest niewielkim silnikiem o długości 2,7 m, średnicy wlotu powietrza 1,4 m i masie 1240 kg, dwuprzepływową, dwuwałową jednostką turbowentylatorową o stopniu dwuprzepływowości 8,2:1. Prace nad nową jednostką napędową IHI przy współpracy z TDRI rozpoczęło w 1998 roku, wykorzystując wcześniejsze doświadczenia zdobyte podczas prac nad silnikiem XF5-1 i IAE V2500. W listopadzie i grudniu 2004 roku prototypowy silnik badany był podczas prób na latającej hamowni C-1FTB (Flying Test Bed). W lutym 2007 rozpoczęto próby certyfikacyjne silnika. We wrześniu i październiku tego samego roku, w amerykańskim ośrodku Arnold Engineering Development Complex mieszczącym się w Arnold Air Force Base w stanie Tennessee przeprowadzono próby wysokościowe. W 2010 roku, po zakończeniu etapu badań nowej jednostki napędowej rozpoczęto jej produkcję seryjną. Cechą charakterystyczną silników F7-10 jest ich niewielkie zużycie paliwa oraz bardzo cicha praca. 8 grudnia 2008 roku w związku z planami przezbrojenia stacjonujących w bazie Naval Air Facility Atsugi jednostek w odrzutowe P-1, mających zastąpić turbośmigłowe Oriony, doszło do protestów mieszkańców pobliskiego miasta Yamato, obawiających się wzrostu poziomu hałasu, jaki będą generowały startujące i lądujące czterosilnikowe odrzutowce. Przeprowadzone badania porównawcze wykazały, że pojedynczy P-1 generuje o 10 decybeli (dB) mniejszy hałas podczas przelotu i o 5 dB mniejszy podczas startu niż napędzany czterema silnikami turbośmigłowymi P-3C. Obok zastosowań w samolotach bojowych, jednostki mogą być również wykorzystane do napędu niewielkich 50–100 miejscowych samolotów komunikacyjnych.

## Uzbrojenie
W kadłubowej komorze uzbrojenia maszyna może przenosić bomby głębinowe, miny morskie, torpedy Mark 46 lub Typ 97 (G-RX4) lub wersję rozwojową tej ostatniej, oznaczoną jako Typ 12 (G-RX5). Na podwieszanych węzłach uzbrojenia mieszczących się pod skrzydłami (od sześciu do ośmiu) można zainstalować belki BRU-47/A służące do przenoszenia japońskich przeciwokrętowych pocisków ASM-1C, AGM-84 Harpoon, bomb lub AGM-65 Maverick. Łączna masa przenoszonego na pokładzie uzbrojenia wynosi 9000 kg.

## Kawasaki YPX
W 2002 roku konsorcjum Japan Aircraft Development Corporation - JADC (Nihon Kōkūki Kaihatsu Kyōkai) zainaugurowało prace studyjne nad zmodyfikowaniem samolotów P-X i/lub C-X do wersji cywilnych, zdolnych do przewozu na swoich pokładach od 100 do 150 pasażerów. Program realizowany był pod auspicjami Ministerstwa Gospodarki, Handlu i Przemysłu Japonii (Keizai Sangyō Shō). Jego celem była intensyfikacja prac związanych z rozwojem lotnictwa cywilnego na terenie Japonii w nawiązaniu do sukcesu komercyjnego, jaki w przeszłości odniósł NAMC YS-11. 31 maja 2006 roku Agencja Obrony poinformowała o przekazaniu JADC informacji o samolotach C-X i P-X. Potencjalny nowy samolot pasażerski, zbudowany w oparciu o Kawasaki P-1, otrzymał kryptonim YPX. Wersja cywilna, w odróżnieniu od wersji wojskowej, napędzana byłaby dwoma silnikami. Samolot o pojemności od 100 do 150 pasażerów mógłby uzupełnić ofertę japońskiego przemysłu lotniczego, oferującego w owym czasie już mniejszą maszynę Mitsubishi Regional Jet (której rozwój i budowa została anulowana) i być zdolnym do konkurencji z Boeingami 737 i Airbusem A320.